# ノルボルナン
ノルボルナン (norbornane)、別名ビシクロ[2.2.1]ヘプタン (bicyclo[2.2.1]heptane) は化学式 C7H12 で表される飽和炭化水素である。ノルボルナンは、88 °C の融点を持つ結晶性の化合物である。炭素骨格は、シクロヘキサンの1,4-位にメチレン基が架橋した二環式の構造を有する。この化合物は、ノルボルネンやノルボルナジエンの関連化合物の水素添加により合成される。ノルボルニルカチオン (C7H11+) は、非古典的イオンであるという観点から科学的な興味が持たれている。
ボルナンの三つのメチル基を取り去った骨格を持つことから、それに「ノル」を付した名称が付けられた。